# جيف كلارك (شاعر)
جيف كلارك (بالإنجليزية: Jeff Clark)‏ هو شاعر أمريكي، ولد في 1971.